# Petróleo

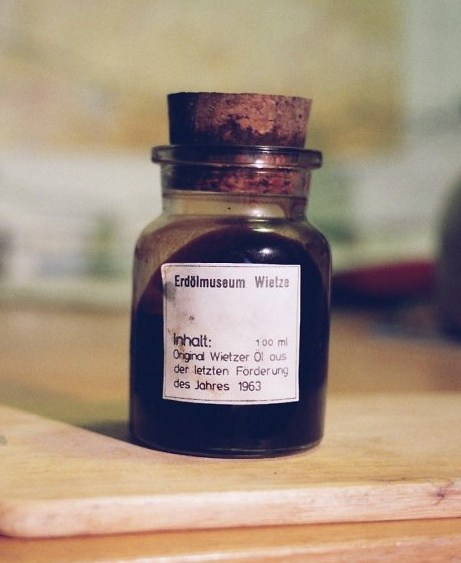
Petróleo bruto

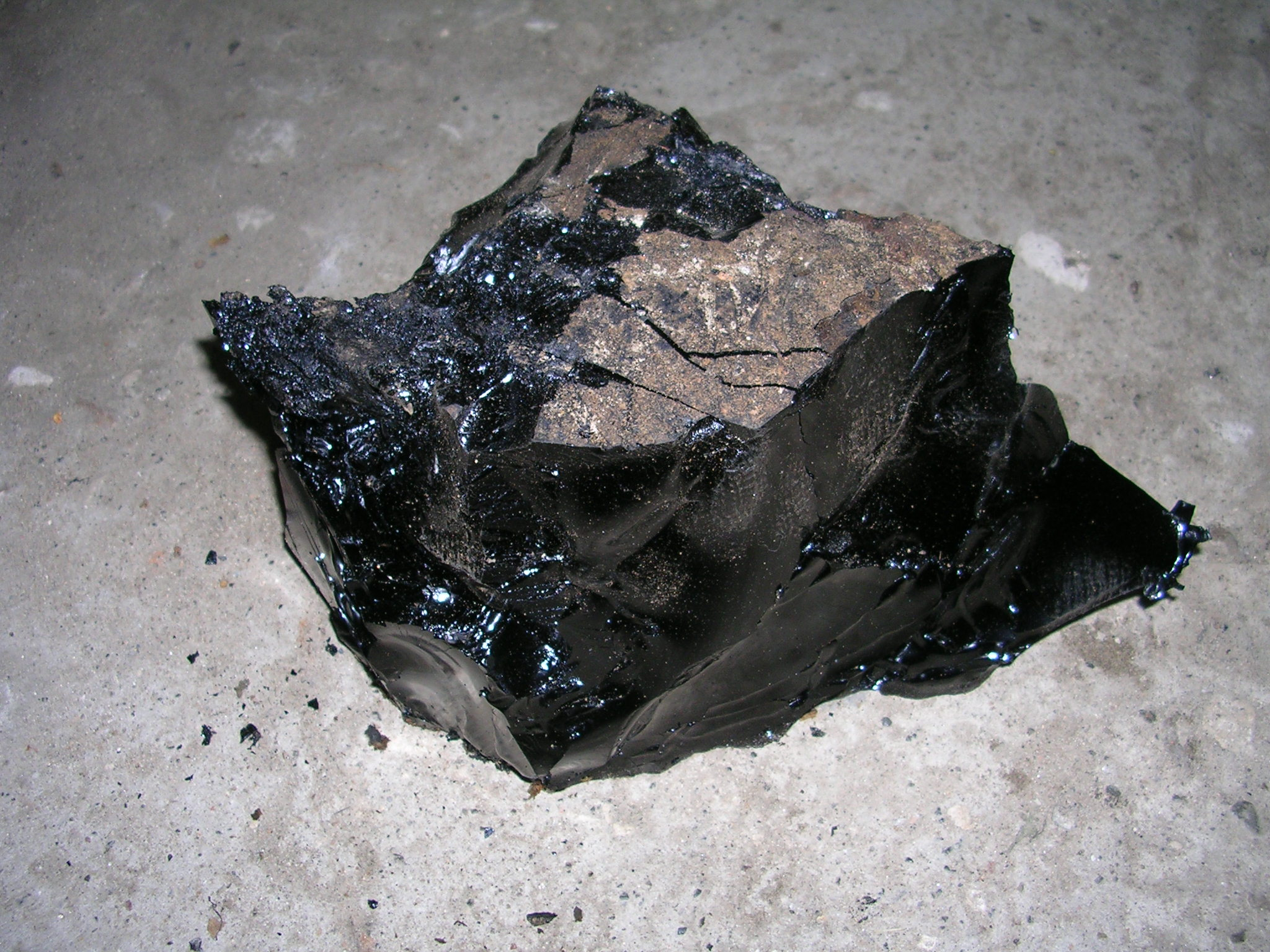
Betume refinado

Petróleo (do latim petroleum; petrus [pedra] + oleum [óleo]; do grego: πετρέλαιον; romaniz.: petrélaion, [óleo da pedra]; do grego clássico: πέτρα; petra [pedra] + έλαιον; elaion [azeite]; qualquer substância oleosa, no sentido de "óleo bruto") é uma mistura inflamável de substâncias oleosas, geralmente menos densa que a água, com cheiro característico e coloração que pode variar desde o incolor ou castanho claro até ao preto, passando por verde e marrom (castanho).
Trata-se de uma combinação complexa de hidrocarbonetos, composta na sua maioria de hidrocarbonetos alifáticos, alicíclicos e aromáticos, podendo conter também quantidades pequenas de nitrogênio, oxigênio, compostos de enxofre e íons metálicos, principalmente de níquel e vanádio. Esta categoria inclui petróleos leves, médios e pesados, assim como os óleos extraídos de areias impregnadas de alcatrão. Materiais hidrocarbonatados que requerem grandes alterações químicas para a sua recuperação ou conversão em matérias-primas para a refinação do petróleo, tais como petróleos de xisto crus, óleos de xisto enriquecidos e combustíveis líquidos de hulha, não se incluem nesta definição.
O processo de fraturamento hidráulico (ing. fracking) possibilita explorar combustíveis não convencionais, como o gás de xisto. Com o uso deste mesmo método, campos de petróleo e gás natural, antes tidos como esgotados por serem inacessíveis aos métodos de extração convencionais, podem voltar a ser plenamente produtivos. O petróleo é um recurso natural abundante, porém sua prospecção envolve elevados custos e complexidade de estudos. É também atualmente a principal fonte de energia, servindo também como base para fabricação dos mais variados produtos, dentre os quais destacam-se benzinas, óleo diesel, gasolina, alcatrão, polímeros plásticos e até mesmo medicamentos. Já foi causa de muitas guerras e é a principal fonte de renda de muitos países, sobretudo no Médio Oriente.
Além de gerar a gasolina que serve de combustível para grande parte dos automóveis que circulam no mundo, vários produtos são derivados do petróleo como, por exemplo, a parafina, GLP, produtos asfálticos, nafta petroquímica, querosene, polímeros, solventes, óleos combustíveis, óleos lubrificantes, óleo diesel e combustível para aviação.

## História

### Antiguidade
Registros históricos da utilização do petróleo remontam a 4 000 a.C. devido a exsudações e afloramentos frequentes no Oriente Médio. Os povos da Mesopotâmia, do Egito, da Pérsia e da Judeia já utilizavam o betume para pavimentação de estradas, calafetação de grandes construções, aquecimento e iluminação de casas, bem como lubrificantes e até laxativo. Os chineses já perfuravam poços, usando hastes de bambu, pelo menos desde 347 a.C. Heródoto citou na sua obra Histórias processos de obtenção do petróleo e do betume no Oriente Médio (século V a.C.).
Amiano Marcelino, historiador do período final do Império Romano, menciona o óleo da Media, usado em flechas incendiárias, e que não era apagado com água, apenas com areia; um outro óleo, mais viscoso, era produzido na Pérsia, e chamado nafta em língua persa.
No início da era cristã, os árabes davam ao petróleo fins bélicos e de iluminação. O petróleo de Bacu, no Azerbaijão, já era produzido em escala comercial, para os padrões da época, quando Marco Polo viajou pelo norte da Pérsia, em 1271.

### Origens da indústria petrolífera

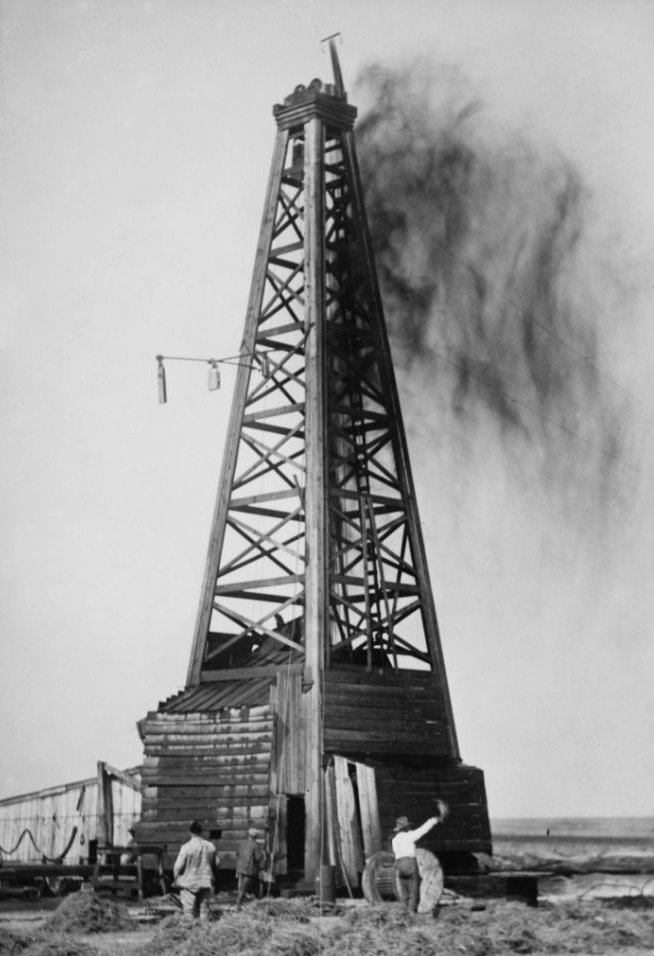
Extração de petróleo em Okemah, Oklahoma, Estados Unidos (1922)

A moderna indústria petrolífera data de meados do século XIX. Em 1850, James Young, na Escócia, descobriu que o petróleo podia ser extraído do carvão e xisto betuminoso, e criou processos de refinação. O primeiro poço moderno foi perfurado em Bibiheybət (Bibi-Heybat), próximo a Bacu, no Azerbaijão, no ano de 1846. O Azerbaijão foi o maior produtor de petróleo no século XIX e no final desse sua produção era de mais da metade da produção mundial. O primeiro poço comercial da Romênia foi perfurado em 1857. O primeiro poço nas Américas foi perfurado no Canadá, em 1858. Em agosto de 1859 o norte-americano Edwin Laurentine Drake perfurou o primeiro poço nos Estados Unidos para a procura do petróleo (a uma profundidade de 21 metros), no estado da Pensilvânia. O poço revelou-se produtor e a data passou a ser considerada, pelos norte-americanos, a do nascimento da moderna indústria petrolífera. A produção de óleo cru nos Estados Unidos, de dois mil barris em 1859, aumentou para aproximadamente três milhões em 1863, e para dez milhões de barris em 1874.

### O Médio Oriente
A história da exploração petrolífera no Médio Oriente nasceu da rivalidade entre a Grã-Bretanha e o Império Russo. O barão Paul Julius Reuter (fundador da Reuters) negociara acordos com a Pérsia desde 1872, renovados em 1889, que previam a exploração de petróleo, de maneira a neutralizar os interesses russos na região. Uma vez que o regime czarista temia a aproximação britânica da sua fronteira sul, as suas pressões diplomáticas levaram à anulação destes acordos. 
Sem desistência britânica, as negociações com Teerã foram retomadas por William Knox d'Arcy. Uma vez que o Xá necessitava de recursos financeiros, acabou sendo assinado um novo contrato, em 28 de maio de 1901. Pelos seus termos, mediante o pagamento de 20 mil libras esterlinas líquidas à vista, idêntico montante em ações e uma percentagem de 16% sobre os eventuais lucros, era garantida a concessão da exploração por 60 anos, sobre dois terços do território do país. Para explorá-la, d'Arcy contratou o engenheiro George Reynolds, que priorizou uma região entre a Pérsia (atual Irã) e a Mesopotâmia (atual Iraque), a cerca de 500 quilômetros do golfo Pérsico. A primeira perfuração iniciou-se em 1902, sob temperaturas de até 50° Celsius à sombra, numa área desértica e inóspita, habitada por tribos nômades hostis. Finalmente, em abril de 1904, uma das perfurações começou a produzir, demonstrando, mesmo em quantidade insuficiente, a existência de petróleo na região.
Os problemas postos à empreitada eram agora financeiros, uma vez que a estimativa inicial de investimento para a perfuração de dois poços havia sido de cerca de 10 mil libras e, em quatro anos de trabalho, d'Arcy já havia investido 200 mil. Necessitando de capital, d'Arcy negociou com a Burmah Oil Company, de Glasgow, a quem cedeu parte das suas ações. De comum acordo foi escolhida uma nova zona de prospecção: a chamada "planície do óleo", a sudoeste de Teerã, perto do Xatalárabe. Novamente os gastos mostraram-se pesados: foi necessário abrir uma estrada e o transporte de 40 toneladas de equipamentos e materiais para que se começasse a perfurar, em Janeiro de 1908. Insatisfeita com a falta de resultados, em 14 de Maio, a Burmah Oil determinou que Reynolds abandonasse as perfurações. Em 26 de Maio, entretanto, o petróleo jorrou em Masjed Soleiman. De acordo com a lenda, Reynolds enviou um telegrama à empresa: "Ver Salmo 104, versículo 15, terceiro parágrafo".
Para custear os pesados investimentos necessários à exploração, transporte e refino do produto, a Burmah Oil fundou em 1909 a Anglo-Persian Oil Company (atual BP), cujas ações dispararam. Foi construído um oleoduto de 225 quilômetros e instalada uma refinaria em Abadã, próximo à fronteira com o Iraque. Entretanto, as dificuldades financeiras retornaram em 1912, quando a companhia esgotou o seu capital de giro. Impunha-se uma fusão com a sua rival, a anglo-holandesa Royal Dutch Shell que, à época, dominava o mercado. Entretanto, para o governo britânico o controle sobre o fornecimento de petróleo era estratégico, inclusive porque os programas navais de seu Almirantado, para 1912, 1913 e 1914, estabelecidos para confrontar o Império Alemão, dependiam da construção de navios movidos a óleo, e não mais a carvão.
Ao mesmo tempo, no Iraque, a Turkish Petroleum Company, fundada em 1912 por iniciativa da Royal Dutch Shell e do Deutsche Bank (cada um com 50% das ações), em colaboração com o armênio Calouste Gulbenkian, manifestava interesse no negócio. Nesse cenário, alguns dias antes da eclosão da Primeira Guerra Mundial, o jovem parlamentar Winston Churchill colocou em votação na Câmara dos Comuns a proposta de nacionalização da Anglo-Persian, através da qual o governo britânico adquiria 50% das ações da companhia pelo montante de 2,2 milhões de libras. Em seguida, os britânicos envidaram esforços para obter a fusão da Turkish com a Anglo-Persian. Ainda em 1914, o novo consórcio passou a ser controlado em 50% pelos ingleses, ficando a Shell e o Deutsche Bank com 25% cada um; 5% dos lucros eram destinados a Gulbenkian, que passou a ser conhecido desde então como o "Senhor 5%".

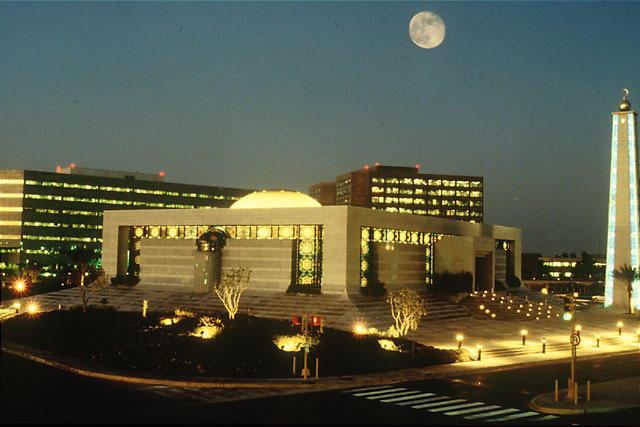
Sede da empresa estatal Saudi Aramco, na cidade de Dhahran, Arábia Saudita, a maior empresa petrolífera do mundo

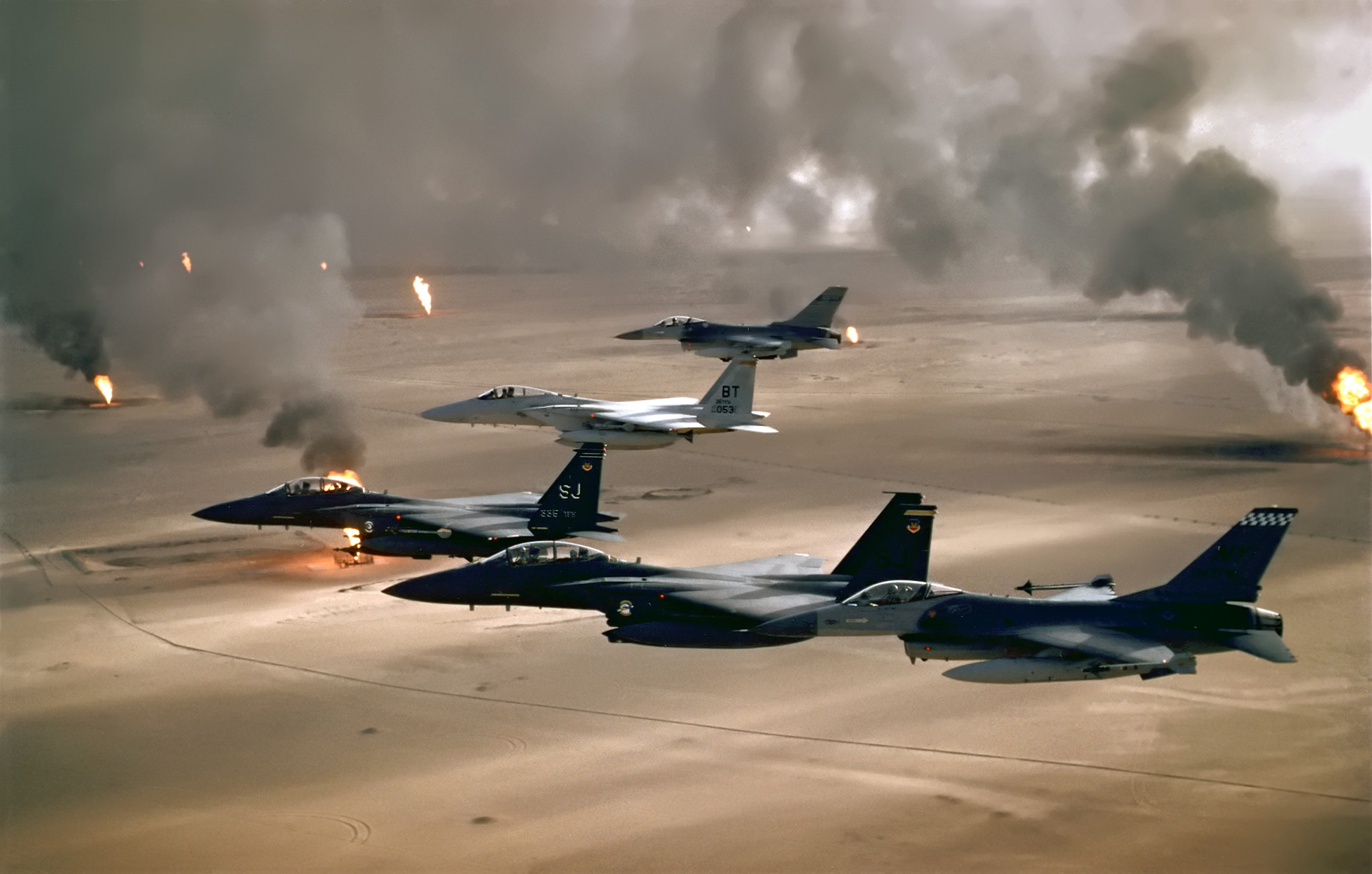
Aeronaves da Força Aérea dos Estados Unidos sobrevoando os campos de petróleo do Kuwait incendiados pelas forças iraquianas durante a Guerra do Golfo em 1991

Com a Primeira Guerra Mundial em progresso, a cooperação anglo-germânica para a exploração petrolífera era anulada. Com a rendição alemã e o desmembramento do Império Otomano, as potências vencedoras passaram a controlar o mercado na região. O primeiro-ministro britânico Lloyd George e o presidente do Conselho francês Alexandre Millerand firmaram o acordo de San Remo, através do qual o instrumento do desenvolvimento petrolífero ficou sendo a Turkish Petroleum Company; os franceses receberam a parte alemã da companhia, que havia sido sequestrada pelos britânicos durante a guerra. Em troca, os franceses renunciaram a suas pretensões territoriais sobre Mossul (no norte do Iraque). A Grã-Bretanha, por sua vez, declarou que qualquer companhia privada que explorasse jazidas de petróleo ficaria sob o seu controle. O acordo de San Remo representou um duro golpe para os Estados Unidos, que, diante da hegemonia britânica, passaram a demonstrar preocupação com o seu abastecimento. Um acordo entre ambas as nações só foi firmado em 1925.
Enquanto isso, Faiçal I do Iraque confirmou oficialmente a concessão celebrada em 1912, permitindo o início da prospecção em seu país. Finalmente, a 15 de outubro de 1927, às 3 horas da manhã, perto de Quircuque, ecoou um imenso estrondo, sucedido por um jorro de petróleo, de 15 metros acima da torre. Para explorá-lo, foi assinado um contrato, em 31 de julho de 1928, no hotel das Termas de Ostrende, nos Países Baixos. Pelos seus termos, estabelecia-se a Iraq Petroleum Company (em substituição à Turkish Petroleum Company), cujo capital foi repartido entre a britânica Anglo-Persian (23,75%), a Companhia Francesa de Petróleos (23,75%), um cartel estadunidense (Gulf, Texaco, Exxon e Mobil, com 23,75%) e os 5% de Gulbenkian. Reunidos, os representantes dessas companhias traçaram uma linha vermelha em torno do território do antigo Império Otomano, onde apenas a Pérsia e o Kuwait foram excluídos. No interior dessa zona, todas as operações petrolíferas deveriam ser desenvolvidas em colaboração entre elas, e apenas entre elas.
De acordo com os relatórios dos geólogos à época, a Arábia parecia "desprovida de qualquer perspectiva de petróleo" e a prospecção ali deveria "ser classificada na categoria do puro jogo". Entretanto, o fato do petróleo ocorrer em abundância na Pérsia e no Iraque indicava que o mesmo podia ocorrer na Arábia, levando a que o neozelandês Frank Holmes, com experiência na África do Sul e em Aden, no Iémen, se estabelecesse na pequena ilha de Barém. Holmes obteve do xeque local uma concessão para a prospecção de petróleo, em 1925.
Em 1926, com seus recursos esgotados, Holmes propôs vender a sua concessão aos britânicos, mas foi rechaçado, uma vez que, mesmo duvidando da presença de óleo na região, percebiam-no como um intruso. Holmes então dirigiu-se a Nova Iorque e propôs a venda da sua concessão aos estadunidenses, adquirida pela Gulf Oil em 1927. Essa companhia, entretanto, tornou-se parte da Iraq Petroleum Company em 1928. Como esta era signatária do acordo da Linha Vermelha, tornava-se impossível para a Gulf operar sozinha no Barém. Desse modo, revendeu as suas ações à Standard Oil of California (SOCAL, ex-Standard Oil Company), que havia ratificado o acordo. Essa operação irritou os britânicos, que não admitiam que os estadunidenses se instalassem no Oriente Médio. Sob a égide britânica, os xeques não podiam agir por conta própria. Uma cláusula de nacionalidade britânica era exigida para explorar o petróleo. Para contornar o impedimento, a SOCAL estabeleceu uma filial no Canadá, um território britânico. Um ano mais tarde, convencidos de que não havia petróleo em Barém, os britânicos acabaram concordando. As perfurações iniciaram-se, desse modo, em 1931. Em 31 de maio de 1932, uma jazida era descoberta, vindo a inverter o equilíbrio regional e mundial, e criando uma situação que dura até aos dias de hoje.
Na Arábia Saudita, em maio de 1933, o rei Ibn Saud, concedeu à SOCAL o direito de exploração do petróleo de seu país por 60 anos, mediante um pagamento de 35 mil peças de ouro. O articulador do mesmo foi Saint John Philby, antigo funcionário britânico do Império das Índias, transformado em conselheiro de Ibn Saud. Derrotados na Arábia Saudita, os britânicos associaram-se aos estadunidenses, um ano e meio mais tarde, em partes iguais, no Cuaite, a última zona de prospecção. As seis primeiras perfurações foram infrutíferas até que, em 1938, vastas reservas foram descobertas no Kuwait e na Arábia.

### O pós-segunda guerra e a criação da OPEP

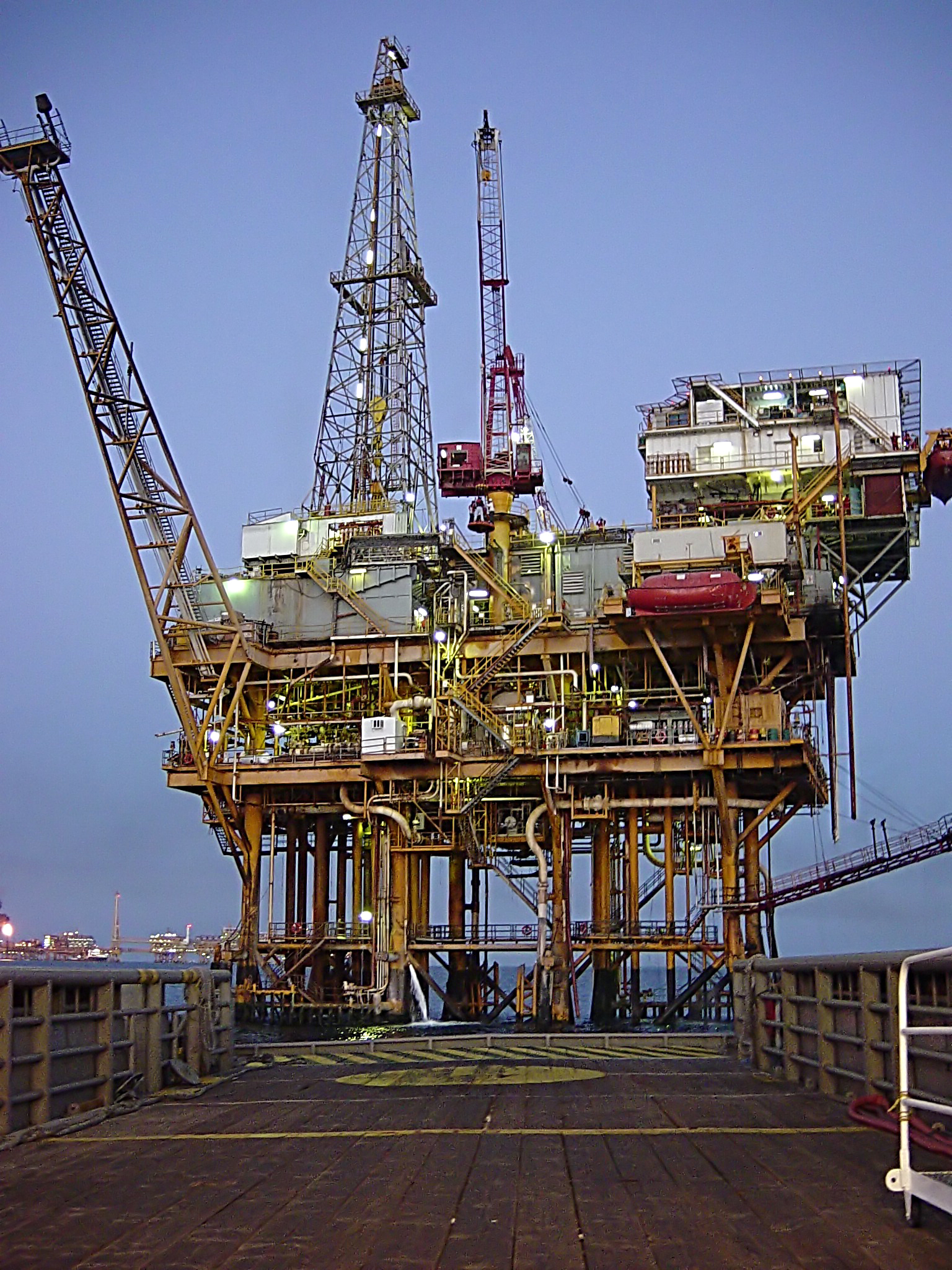
Plataforma marinha de extração do petróleo da PEMEX no Golfo do México

Após a Segunda Guerra Mundial, o movimento pela descolonização foi seguido pelo direito das nações disporem livremente dos próprios recursos naturais. Nesse contexto, os países do Golfo Pérsico passaram a manifestar o desejo de libertar-se das companhias petrolíferas ocidentais. Assim, em 1948, com o apoio dos Estados Unidos enquanto superpotência, obtiveram o fim do "acordo da Linha Vermelha". Empresas recém-chegadas, como a estadunidense Getty Oil Company, ofereceram melhores condições à Arábia Saudita, obrigando as companhias petrolíferas, determinadas a manter as suas posições, a conceder a este país, em 1950, uma fatia dos lucros da exploração petrolífera na base de 50/50. Essa concessão foi estendida ao Barém e, posteriormente, ao Cuaite e ao Iraque.
Como as multinacionais anglo-americanas (as "sete irmãs"), conservassem o controle dos preços e dos volumes de produção, 1950 foi também o ano da primeira tentativa de contestação. No Irã, o primeiro-ministro Mohammed Mossadegh nacionalizou as jazidas do país. Os britânicos, prejudicados, organizaram um bloco militar em favor das exportações. Durante quatro anos os iranianos resistiram até que, em 1954, os estadunidenses eliminaram Mossadegh, assumiram o controle do petróleo iraniano e, de passagem, afastaram os ingleses.
Em 1960, a Arábia Saudita, o Cuaite, o Irã, o Iraque e a Venezuela criaram a Organização dos Países Exportadores de Petróleo (OPEP) com o objetivo, segundo a organização, de permitir aos países produtores de petróleo de exercerem soberania sobre suas reversas de petróleo, em um momento em que o mercado internacional estava dominado pelas "sete irmãs".
Ainda demoraria uma década, entretanto, para que a correlação de forças entre países consumidores e países produtores fosse alterada. Isso aconteceu quando, devido a um acidente que danificou o oleoduto entre a Arábia Saudita e o mar Mediterrâneo, levou a uma diminuição da oferta de 5 mil barris/dia no mercado. Como consequência, os preços do petróleo subiram, e a OPEP deu-se conta de seu poder. As nacionalizações voltaram à ordem do dia nos países árabes: em 1972, o Iraque recuperou o controle da sua indústria petrolífera, nacionalizando-a em 1975. Sem desejar ser reduzidas a meros compradores de petróleo, as companhias ocidentais introduziram uma nova figura jurídica para manter o seu "status": os "contratos de partilha da produção". Por eles, passaram a se associar à produção local do petróleo e a comercializar por sua própria conta uma parte da produção da jazida.
A Guerra do Yom Kipur (1973), provocou o primeiro choque petrolífero mundial. A OPEP elevou o preço do barril em 70% e limitou a sua produção. No ano seguinte (1974), o Cuaite e o Catar assumiram o controle (em até 60%) das companhias que atuavam em seu território. A Arábia Saudita fez o mesmo antes de nacionalizar completamente a Arabian-American Oil Company (ARAMCO) em 1976. Esses fatos levaram a que os países produtores passassem a controlar o mercado, tendo as companhias perdido a capacidade de ditar os preços do crude. Elas conservam, e mantém até hoje, ainda, a primazia sobre o refinamento, o transporte e a comercialização do óleo e derivados. Se em 1940, o Oriente Médio produzia 5% do petróleo mundial, em 1973, à época do choque petrolífero, atingia 36,9%. Hoje, o acesso a esse recurso facilita e muito uma intervenção contra países que tem posse deste recurso, pelo menos facilitando a chance de guerra em 100 vezes mais.

### Brasil

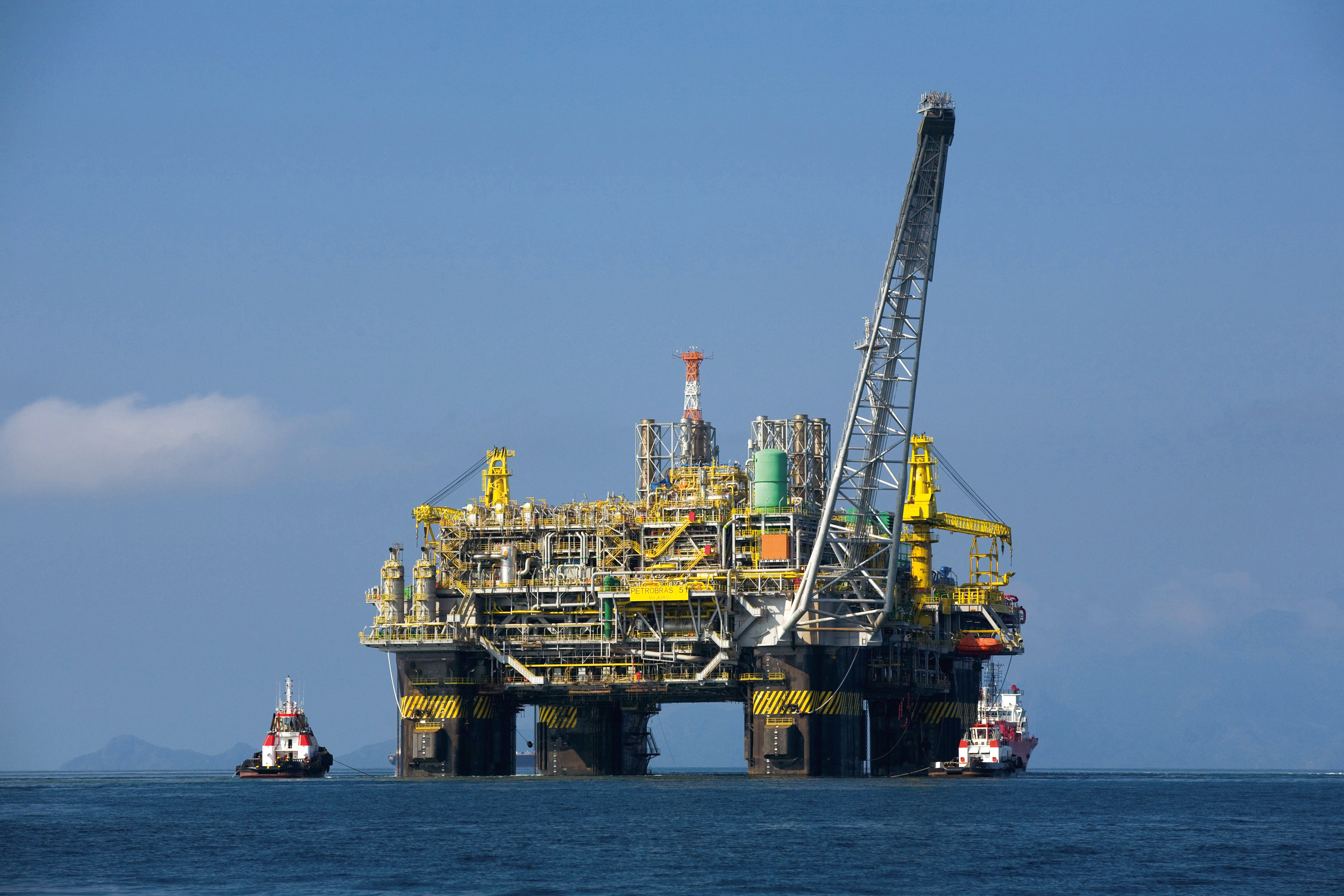
Plataforma petrolífera P-51 da estatal brasileira Petrobras

No Brasil, a primeira sondagem foi realizada no município de Bofete no estado de São Paulo, entre 1892 e 1896, por iniciativa de Eugênio Ferreira de Camargo. Foi responsável pela primeira perfuração, até à profundidade de 488 metros, que teve como resultado apenas água sulfurosa.
Em 1932 foi instalada a primeira refinaria de petróleo do país, a Refinaria Rio-grandense de Petróleo, em Uruguaiana, a qual utilizava petróleo importado do Chile, entre outros países. Foi somente no ano de 1939 que foi descoberto óleo no bairro do Lobato, em Salvador. Desde os anos 1930 o tema do petróleo foi amplamente discutido no Brasil, polarizado entre os que defendiam o monopólio da União e os que defendiam a participação da iniciativa privada na exploração petrolífera. Entretanto, naquele período, o país ainda dependia das empresas privadas multinacionais para todas as etapas da exploração petrolífera, desde a extração, refino até a distribuição de combustíveis.
Após a Segunda Guerra Mundial iniciou-se no país um grande movimento em prol da nacionalização da produção petrolífera. Naquela época o Brasil era um grande importador de petróleo e as reservas brasileiras eram pequenas, quase insignificantes. Mesmo assim diversos movimentos sociais e setores organizados da sociedade civil mobilizaram a campanha "O petróleo é nosso!", que resultou na criação da Petrobrás em 1953, no segundo Governo de Getúlio Vargas. A Lei 2.004 de 3 de outubro de 1953 também garantia ao Estado o monopólio da extração de petróleo do subsolo, que foi incorporado como artigo da Constituição de 1967 (Carta Política de 1967) através da Emenda nº 1, de 1969. O monopólio da União foi eliminado em 1995, com a EC 9/1995 que modificou o Art. 177 da Constituição Federal.
Em 1972, a Petrobrás iniciou a produção de gás e óleo de xisto, em São Mateus do Sul, na formação Irati, formação geológica da bacia do Paraná. A produção em Irati emprega um processo patenteado pela Petrobrás, denominado Processo Petrosix. Após a crise petrolífera de 1973, a Petrobrás modificou sua estratégia de exploração petrolífera, que até então priorizava parcerias internacionais e a exploração de campos mais rentáveis no exterior. Entretanto, naquela época o Brasil importava 90% do petróleo que consumia e o novo patamar de preços tornou mais interessante explorar petróleo nas áreas de maior custo do país, e a Petrobrás passou a procurar petróleo em alto mar. Em 1974 a Petrobrás descobre indícios de petróleo na Bacia de Campos, confirmados com a perfuração do primeiro poço em 1976. Desde então esta região da Bacia de Campos tornou-se a principal região petrolífera do país, chegando a responder por mais de 2/3 do consumo nacional até o início dos anos 1990, e ultrapassando 90% da produção petrolífera nacional nos anos 2000.
Em 2007 a Petrobrás anunciou a descoberta de petróleo na camada denominada pré-sal, que posteriormente verificou-se ser um grande campo petrolífero, estendendo-se ao longo de 800 km na costa brasileira, do estado do Espírito Santo ao de Santa Catarina, abaixo de espessa camada de sal (rocha salina) e englobando as bacias sedimentares do Espírito Santo, de Campos e de Santos. O primeiro óleo do pré-sal foi extraído em 2008 e alguns poços como Tupi estão em fase de teste, e alguns já iniciaram a fase comercial por volta de 2010. O maior campo de petróleo do pré-sal, o Campo de Libra, foi leiloado em 2013. Estima-se que o óleo recuperável na área do Campo de Libra, varie de 8 a 12 bilhões de barris.
De 2010 a 2014, a média anual de extração de petróleo do pré-sal cresceu quase doze vezes, avançando de uma média inicial de 42 mil barris por dia em 2010 (praticamente apenas Tupi) para 492 mil barris por dia na média de 2014. No primeiro trimestre de 2015, essa produção correspondia a cerca de 20% do total de produção de petróleo da Petrobras e em 2018 chegará a 52%.

## Geologia
O petróleo está associado a grandes estruturas que comunicam a crosta e o manto da Terra, sobretudo nos limites entre placas tectônicas. O petróleo e gás natural são encontrados tanto em terra quanto no mar, principalmente nas bacias sedimentares (onde se encontram meios mais porosos - reservatórios), mas também em rochas do embasamento cristalino. Os hidrocarbonetos, portanto, ocupam espaços porosos nas rochas, sejam eles entre grãos ou fraturas. São efetuados estudos das potencialidades das estruturas acumuladoras (armadilhas ou trapas), principalmente através de sísmica que é o principal método geofísico para a pesquisa dos hidrocarbonetos.
Durante a perfuração de um poço, as rochas atravessadas são descritas, pesquisando-se a ocorrência de indícios de hidrocarbonetos. Logo após a perfuração são investigadas as propriedades radioativas, elétricas, magnéticas e elásticas das rochas da parede do poço através de ferramentas especiais (perfilagem) as quais permitem ler as propriedades físicas das rochas, identificar e avaliar a ocorrência de hidrocarbonetos.

### Origem
A hipótese mais aceita leva em conta que, com o aumento da temperatura, as moléculas do querogênio começariam a ser quebradas, gerando compostos orgânicos líquidos e gasosos, num processo denominado catagênese. Para se ter uma acumulação de petróleo seria necessário que, após o processo de geração (cozinha de geração) e expulsão, ocorresse a migração do óleo e/ou gás através das camadas de rochas adjacentes e porosas, até encontrar uma rocha selante e uma estrutura geológica que detenha seu caminho, sobre a qual ocorrerá a acumulação do óleo e/ou gás em uma rocha porosa chamada rocha reservatório. É de aceitação para a maioria dos geólogos e geoquímicos, que ele se forme a partir de substâncias orgânicas procedentes da superfície terrestre (detritos orgânicos), mas esta não é a única teoria sobre a sua formação.
Uma outra hipótese, datada do século XIX, defende que o petróleo teve uma origem inorgânica, a partir dos depósitos de carbono que possivelmente surgiram durante a formação da Terra.

## Indústria

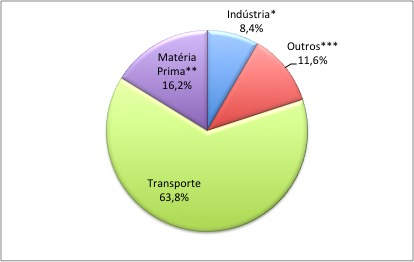
Uso do petróleo por setor em 2013

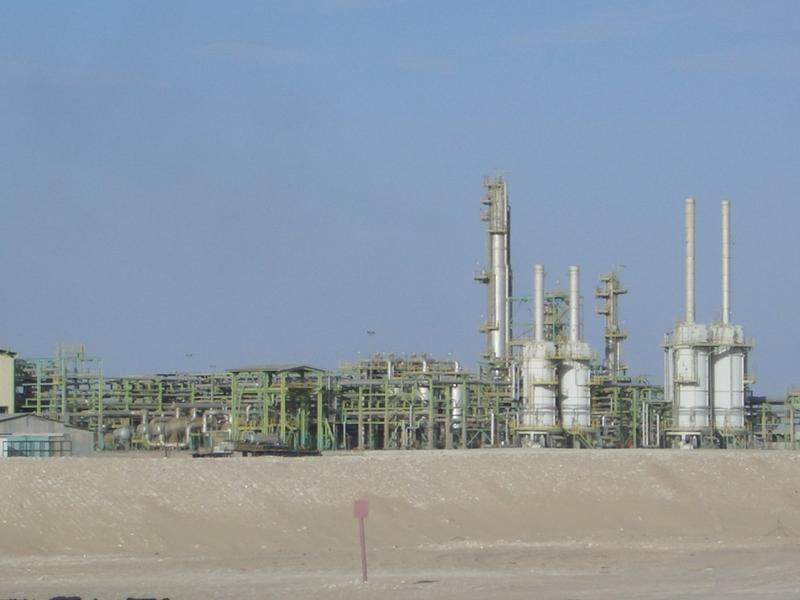
Instalação petrolífera

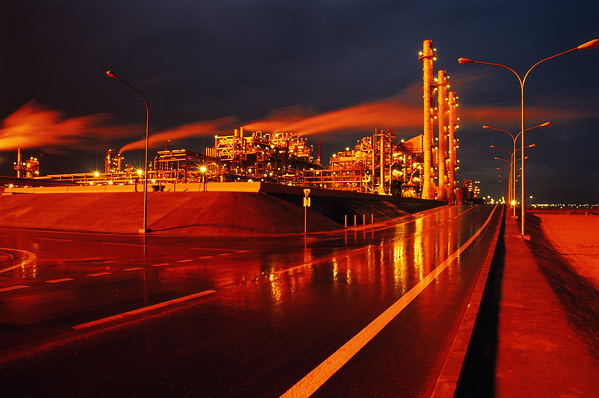
Refinaria no Cuaite

A indústria é geralmente dividida em três grandes segmentos, denominados cadeia produtiva inicial (upstream), cadeia produtiva intermediária (midstream) e cadeia produtiva final (downstream). No entanto, o Instituto Americano de Petróleo divide a indústria do petróleo em cinco setores: cadeia produtiva inicial, cadeia produtiva final, oleodutos, marinas e fornecimento de serviços.
Quanto à propriedade, as companhias petrolíferas se subdividem em dois grupos principais:
- empresas petrolíferas nacionais (estatais);
- empresas petrolíferas privadas.

### Uso
Segundo a Agência Internacional de Energia (AIE), em 2013, 63,8% do petróleo produzido foi destinado ao setor de transporte, o que inclui o seguimento aéreo, marítimo e rodoviário. Aproximadamente 25% do petróleo é utilizado pelo setor industrial, sendo que 16,2% é utilizado como subproduto ou matéria-prima.

### Refino
Ao chegar nas refinarias, o produto extraído dos reservatórios é submetido a uma separação gás-óleo-água livre e desidratação do óleo para retirada de água e sais presentes no petróleo. O óleo bruto resultante é bombeado a um forno e em seguida, é encaminhado a uma torre de destilação atmosférica, também conhecida como destilação fracionada, onde ocorrerá a primeira etapa de separação de seus derivados.
Ao longo da torre de destilação fracionada, há uma série de pratos (cerca de 30), onde é efetuada a separação dos derivados do petróleo de acordo com seus pontos de ebulição. Como o petróleo é composto por hidrocarbonetos, as frações mais pesadas dele são destiladas na parte inferior da torre e as frações mais leves na parte superior. Nesta etapa, são obtidos derivados como:
- Gás combustível
- Gás liquefeito de petróleo (GLP)
- Nafta / gasolina
- Querosene
- Gasóleo.[21]

A etapa posterior consiste na destilação à vácuo dos resíduos da destilação atmosférica após seu aquecimento no forno. Devido à ação do vácuo, esta unidade opera com pressões inferiores à pressão atmosférica, possibilitando que o sistema de calor e pratos efetue a separação de novos derivados do petróleo, como óleo combustível ou asfalto, Gasóleo Pesado e Gasóleo Leve.
Nas refinarias ainda ocorrem outros processos para obtenção de derivados diversos, como o craqueamento, que transforma frações mais pesadas em frações mais leves através da quebra de moléculas dos compostos de cadeias longas em cadeias menores, e alquilação catalítica, onde há "a reação de adição de duas moléculas leves para a síntese de uma terceira de maior peso molecular, catalisada por um agente de forte caráter ácido".

## Listas

### Principais países produtores

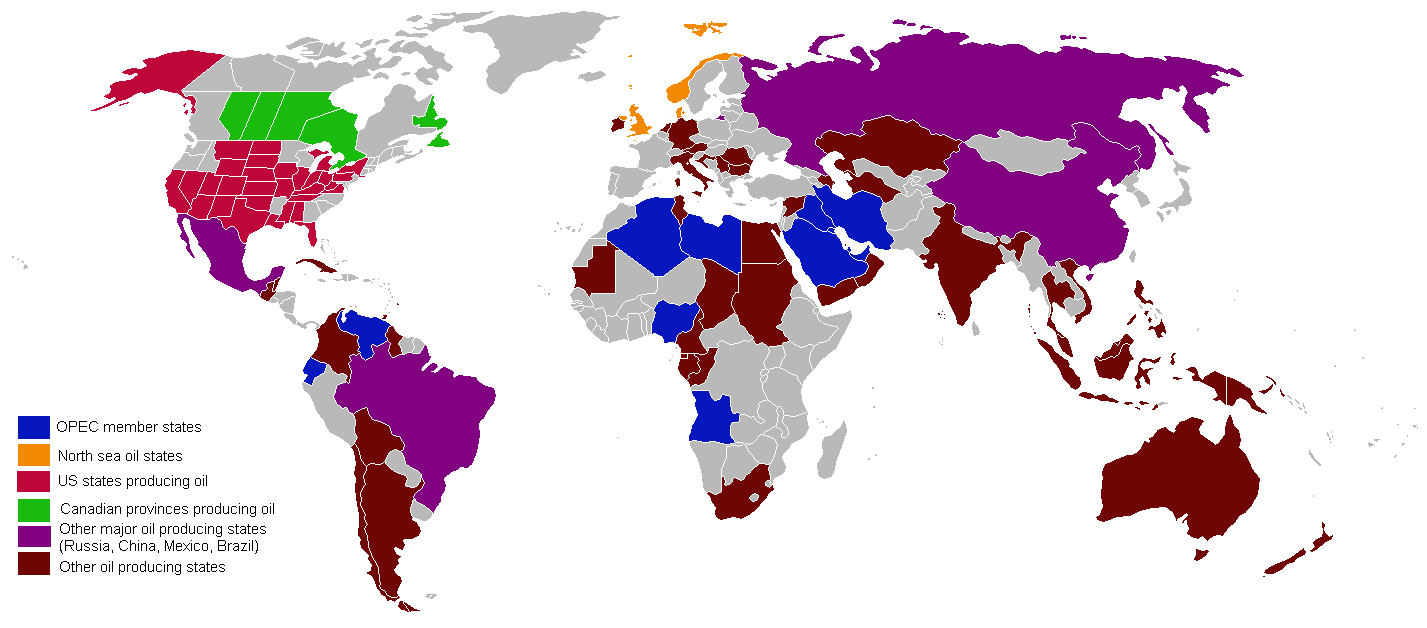
Países produtores de petróleo

| 1.  | Estados Unidos                | 11,307 |
| 2.  | Rússia                        | 9,865  |
| 3.  | Arábia Saudita (OPEP)         | 9,264  |
| 4.  | Canadá                        | 4,201  |
| 5.  | Iraque (OPEP)                 | 4,102  |
| 6.  | China                         | 3,888  |
| 7.  | Emirados Árabes Unidos (OPEP) | 3,138  |
| 8.  | Brasil                        | 2,939  |
| 9.  | Irão (OPEP)                   | 2,665  |
| 10. | Kuwait (OPEP)                 | 2,625  |
| 11. | Nigéria (OPEP)                | 1,775  |
| 12. | Cazaquistão                   | 1,756  |
| 13. | Noruega                       | 1,712  |
| 14. | México                        | 1,710  |
| 15. | Catar                         | 1,530  |
| 16. | Angola (OPEP)                 | 1,249  |
| 17. | Argélia (OPEP)                | 1,112  |
| 18. | Omã                           | 0,948  |
| 19. | Reino Unido                   | 0,947  |
| 20. | Colômbia                      | 0,791  |

Fonte: Departamento de Estatística dos E.U.A..

### Maiores exportadores de petróleo

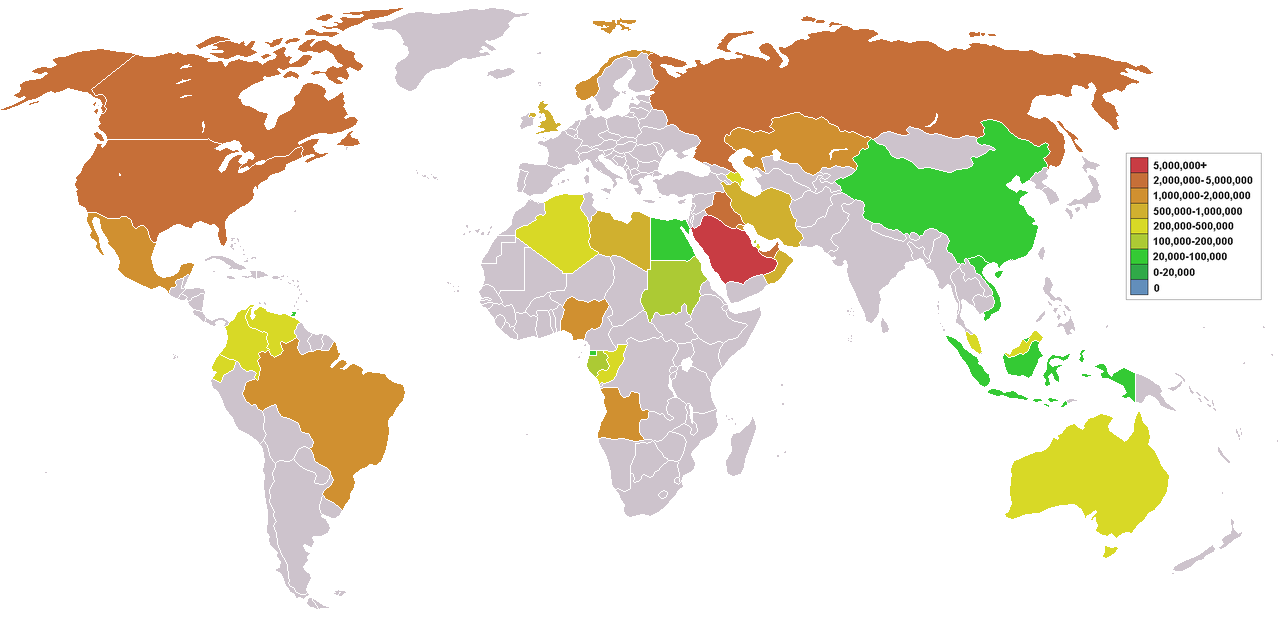
Exportações de petróleo, por país em 2022

Ordenados por milhões de barris exportados por dia em 2018:
| 1.  | Arábia Saudita (OPEP)         | 10,600 |
| 2.  | Rússia                        | 5,225  |
| 3.  | Iraque (OPEP)                 | 3,800  |
| 4.  | Estados Unidos                | 3,770  |
| 5.  | Canadá                        | 3,596  |
| 6.  | Emirados Árabes Unidos (OPEP) | 2,296  |
| 7.  | Kuwait (OPEP)                 | 2,050  |
| 8.  | Nigéria (OPEP)                | 1,979  |
| 9.  | Catar (OPEP)                  | 1,477  |
| 10. | Angola (OPEP)                 | 1,420  |
| 11. | Cazaquistão                   | 1,292  |
| 12. | México                        | 1,285  |
| 13. | Venezuela                     | 1,245  |
| 14. | Noruega                       | 1,254  |
| 15. | Omã                           | 1,000  |

1 Países que já ultrapassaram o pico de produção
Fonte: Departamento de Estatística dos E.U.A..

### Maiores consumidores de petróleo

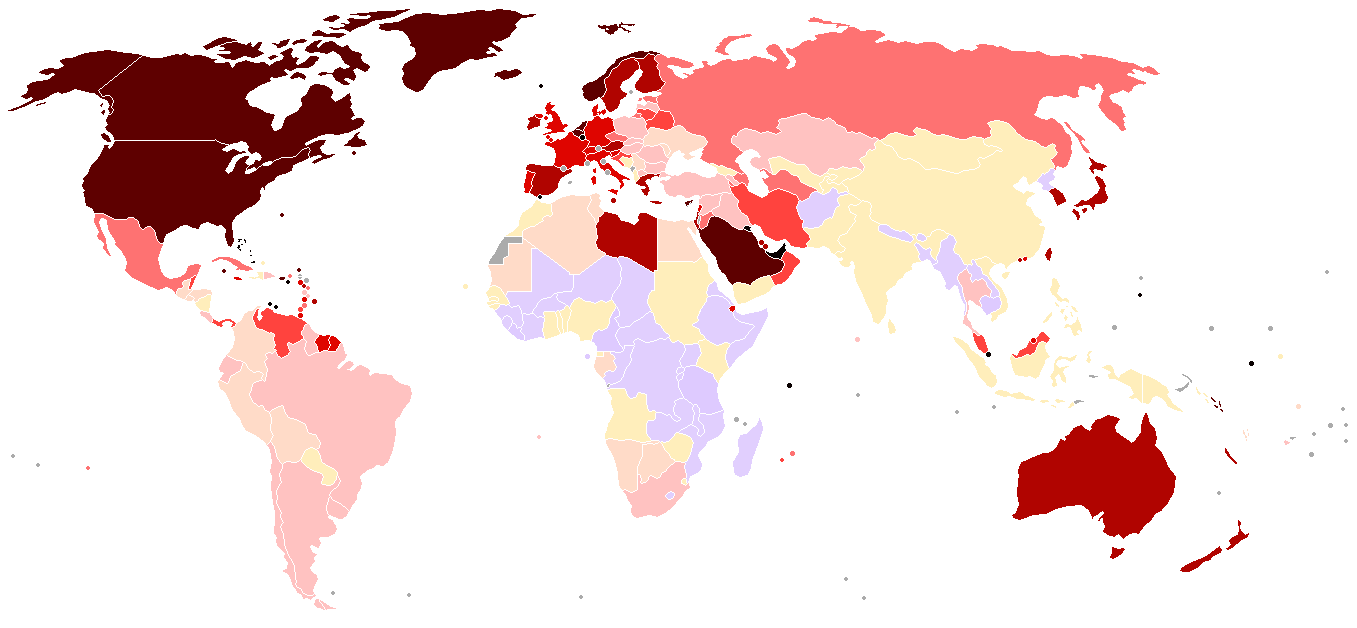
Consumo de petróleo per capita, por país

Valores de consumo em 2019, em milhões de barris por dia:
| 1.  | Estados Unidos | 19,400 |
| 2.  | China          | 14,056 |
| 3.  | Índia          | 5,271  |
| 4.  | Japão          | 3,812  |
| 5.  | Arábia Saudita | 3,788  |
| 6.  | Rússia         | 3,317  |
| 7.  | Coreia do Sul  | 2,760  |
| 8.  | Canadá         | 2,403  |
| 9.  | Brasil         | 2,398  |
| 10. | Alemanha       | 2,281  |
| 11. | Irão           | 2,018  |
| 12. | México         | 1,733  |
| 13. | Indonésia      | 1,628  |
| 14. | França         | 1,530  |
| 15. | Tailândia      | 1,344  |

Fonte: Statistical Review of World Energy, June 2020 

### Maiores importadores de petróleo

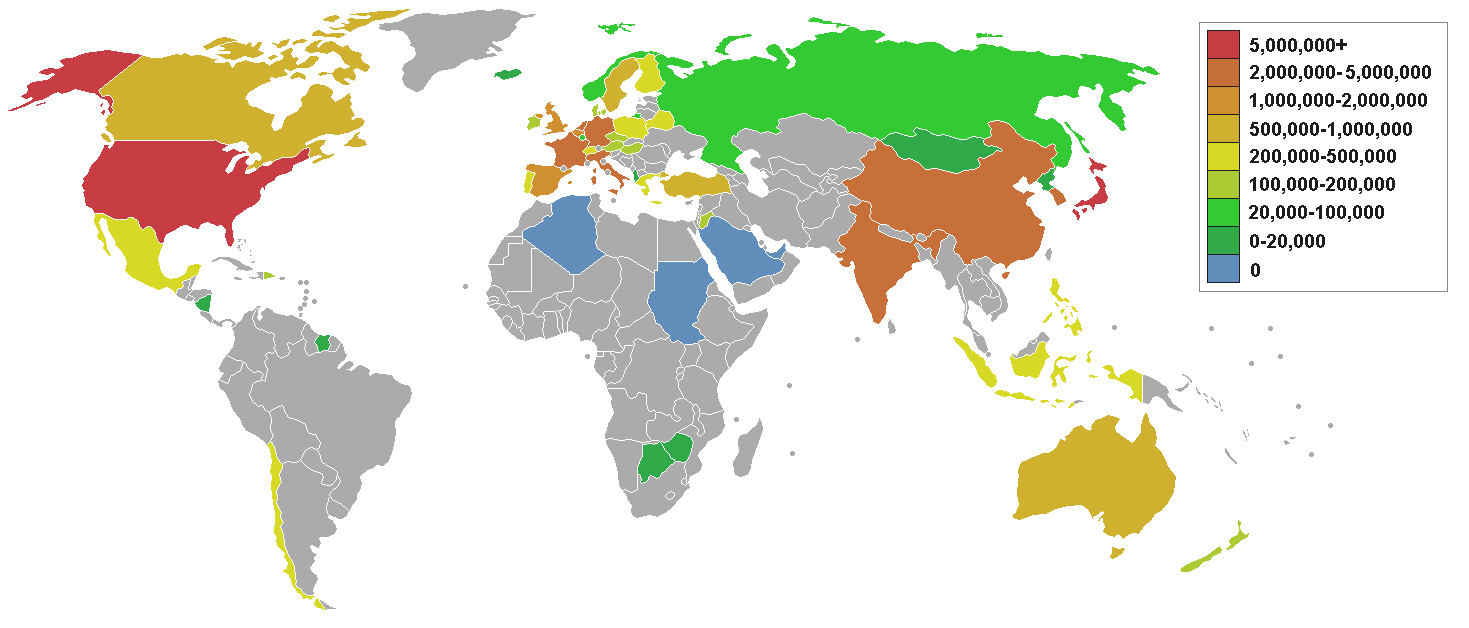
Importações de petróleo, por país

Valores de Importação em 2018, em milhões de barris por dia:
| 1.  | China          | 8,400 |
| 2.  | Estados Unidos | 7,900 |
| 3.  | Índia          | 5,123 |
| 4.  | Japão          | 3,147 |
| 5.  | Coreia do Sul  | 2,949 |
| 6.  | Alemanha       | 1,830 |
| 7.  | Filipinas      | 1,503 |
| 8.  | Itália         | 1,346 |
| 9.  | Espanha        | 1,224 |
| 10. | Reino Unido    | 1,221 |
| 11. | Países Baixos  | 1,204 |
| 12. | França         | 1,129 |
| 13. | Singapura      | 0,976 |
| 14. | Tailândia      | 0,898 |
| 15. | Taiwan         | 0,841 |

Fonte: Departamento de Estatística dos E.U.A..

### 15 maiores reservas de petróleo

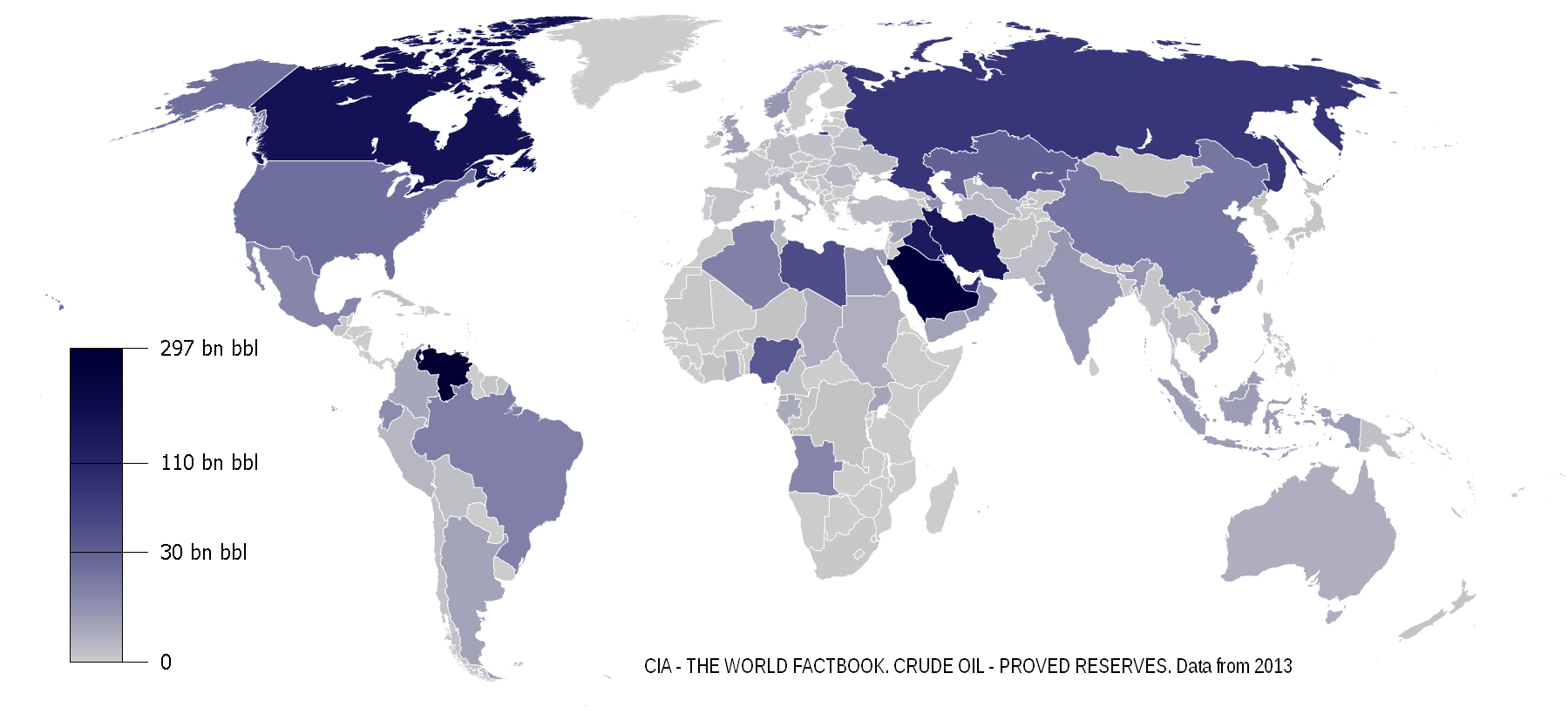
Maiores reservas de petróleo, por país

Valores de Reservas em 2011, em bilhões de barris de óleo equivalente:
| 1.  | Arábia Saudita¹         | 264,6 |
| 2.  | Venezuela¹              | 209,4 |
| 3.  | Canadá                  | 173,6 |
| 4.  | Irão¹                   | 151,2 |
| 5.  | Iraque¹                 | 143,1 |
| 6.  | Kuwait¹                 | 101,5 |
| 7.  | Emirados Árabes Unidos¹ | 97,8  |
| 8.  | Rússia                  | 60,0  |
| 9.  | Argélia¹                | 12,26 |
| 10. | Líbia¹                  | 48,1  |
| 11. | Nigéria¹                | 38,5  |
| 12. | Cazaquistão             | 30,0  |
| 13. | Brasil                  | 25,21 |
| 14. | Estados Unidos          | 19,1  |
| 15. | China                   | 16,1  |

¹ Países-membros da OPEP

## Riscos ambientais

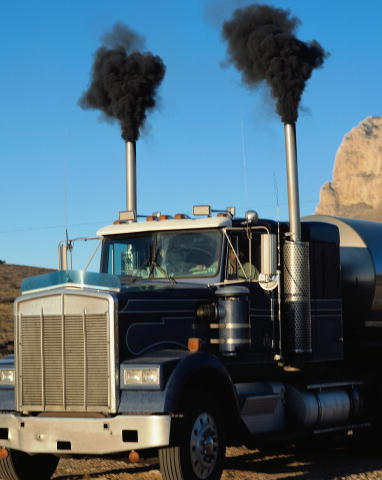
Escapes dos motores a diesel de um caminhão

Explosão da plataforma Deepwater Horizon

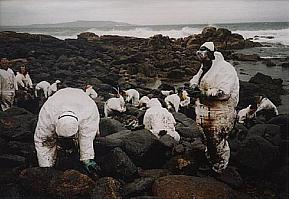
Voluntários limpam uma praia após o vazamento do navio petroleiro Prestige

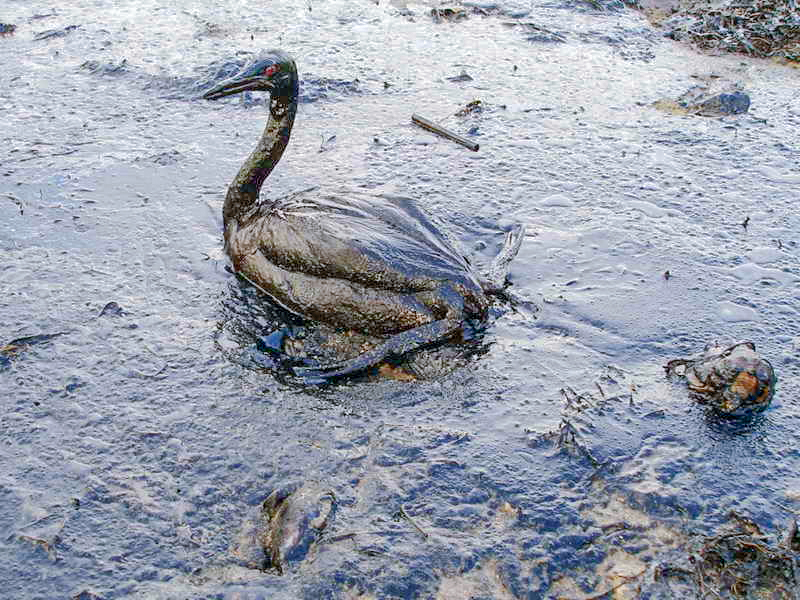
Pássaro coberto por petróleo após um vazamento no Mar Negro

Como o petróleo é uma substância que ocorre naturalmente, a sua presença no ambiente não é necessariamente resultado de intervenção humana, tais como acidentes e extração, refino e combustão. Fenômenos como exsudações e poços de piche são exemplos de áreas que o petróleo afeta o ambiente sem o envolvimento do homem. Independentemente da fonte, os efeitos do petróleo, quando liberado no ambiente, são semelhantes.

### Acidificação dos oceanos
A acidificação do oceano é o aumento da acidez dos oceanos da Terra causado pela absorção de dióxido de carbono (CO2) da atmosfera. Este aumento da acidez inibe toda a vida marinha - tem um impacto maior sobre organismos menores e depois afeta organismos maiores.

### Aquecimento global
Quando queimado, o petróleo libera dióxido de carbono, um gás de efeito estufa. Junto com a queima de carvão, a combustão de petróleo pode ser o maior contribuinte para o aumento do CO2 atmosférico, que tem aumentado ao longo dos últimos 150 anos para os níveis actuais de mais de 390 ppmv, a partir dos 180 - 300 ppmv dos últimos 800 mil anos. Este aumento da temperatura pode ter reduzido a área da calota de gelo do Ártico para 2,8 milhões km², a menor do que já registrada. Devido ao derretimentos, mais reservas de petróleo foram reveladas. A Agência Internacional de Energia estima que cerca de 13 por cento do petróleo não descoberto do mundo está no Ártico.

### Extração
A extração do petróleo é simplesmente a remoção do recurso a partir da reserva. O petróleo é frequentemente recuperado como uma emulsão de água e óleo. Produtos químicos especiais, chamados demulsificadores, são utilizados para separar o petróleo da água. A extração é cara e, por vezes, prejudicial ao ambiente, embora, de acordo com dados de 1981 do Instituto Oceanográfico de Woods Hole, mais de 70 por cento das reservas do mundo estão associadas com sinais visíveis e muitos campos de petróleo são encontrados devido à exsudações naturais. A exploração offshore e a extração de petróleo perturbam o ambiente marinho circundante.

### Derramamentos de petróleo
A quantidade de petróleo derramado durante acidentes varia de algumas centenas de toneladas a várias centenas de milhares de toneladas (por exemplo, a explosão da plataforma Deepwater Horizon e o Amoco Cadiz). Mesmo os derramamentos menores já demonstraram ter um grande impacto nos ecossistemas, como o derramamento de petróleo do Exxon Valdez.
Os derrames de petróleo no mar são geralmente muito mais prejudicial do que aqueles em terra, uma vez que eles podem se espalhar por centenas de milhas náuticas em uma mancha de óleo que pode cobrir praias com uma fina camada de óleo. Isso pode matar aves marinhas, mamíferos, moluscos e outros organismos c. Os derramamentos de petróleo em terra são mais facilmente controláveis se uma barragem de terra improvisada ser rapidamente construída em torno do local do derramamento antes que a maioria do petróleo escape. Além disso, os animais terrestres podem evitar o óleo com mais facilidade.
Embora o petróleo bruto é predominantemente composto de vários hidrocarbonetos, certos compostos heterocíclicos de azoto, tais como piridina, picolina e quinolina, que são relatados como contaminantes associados com o petróleo bruto, assim como as instalações de processamento de óleo de xisto ou carvão. Estes compostos têm uma solubilidade muito elevada na água e, assim, tendem a mover-se com a água. Certas bactérias que ocorrem naturalmente, tais como Micrococcus, Arthrobacter e Rhodococcus degradam estes contaminantes.

### Bola de petróleo
A bola de petróleo é uma gota de petróleo bruto (que não deve ser confundido com o alcatrão, que é um produto sintético derivado de refinos a partir do petróleo) que resistiu depois de flutuar no oceano. Esses aglomerados de petróleo são um poluente aquático na maioria dos ambientes, embora possam ocorrer naturalmente, como por exemplo no Canal de Santa Bárbara, na Califórnia, ou no Golfo do México, no Texas. A sua concentração e características têm sido utilizadas para avaliar a extensão de derramamentos de óleo. A sua composição pode ser utilizada para identificar as suas fontes de origem, e elas podem ser dispersas ao longo de grandes distâncias por correntes de profundidade. Elas são lentamente decomposto por bactérias, como Chromobacterium violaceum, Cladosporium resinae, Bacillus submarinus, Micrococcus varians, Pseudomonas aeruginosa, Candida marina e Saccharomyces estuari.

### Baleias
James S. Robbins argumenta que o advento do querosene refinado do petróleo salvou algumas espécies de grandes baleias da extinção, fornecendo um substituto barato para o óleo de baleia e eliminando assim o imperativo econômico da baleação.

## Degradação biológica do petróleo
Muitos microrganismos (bactérias, fungos e algumas microalgas) expostos a derrames de óleo, têm a capacidade de desenvolver mecanismos necessários para a degradação de hidrocarbonetos . As bactérias, por exemplo, adaptam-se muito rapidamente através de mutações ou transferência horizontal de genes, adquirindo assim a maquinaria catabólica responsável pela degradação dos hidrocarbonetos. O grande objetivo da remediação de locais contaminados por petróleo é permitir a restauração de ecossistemas biológicos Contrariamente à remediação através de processos químicos e físicos, a remediação através de microrganismos (biorremediação) não é invasiva e tem uma relação custo-benefício bastante elevada, tornando-se assim uma estratégia ecologicamente sustentada para uma limpeza eficaz de locais contaminados. Nos últimos anos tem-se intensificado a investigação nesta área através da optimização de inóculos de bactérias nomeadamente do género Pseudomonas, Aeromonas e Bacillus de forma a melhorar as taxas de eficiência da bioremediação. Os fungos, Coriolopsis rigida e Marasmius quercophilus são algumas das espécies mais utilizadas com este fim.
Estes microrganismos produzem surfactantes, compostos que aumentam a biodisponibilidade do óleo, permitindo a solubilização e incorporação do mesmo. Os microrganismos rodeiam as gotículas de óleo, de modo a aumentar a área de contacto entre ambos. Geralmente, estes microrganismos degradam os hidrocarbonetos (em condições aeróbicas ou anaeróbicas) e utilizam-nos como fonte de carbono e energia. A degradação aeróbica é mais eficiente e rápida, tendo vantagens relativamente à degradação anaeróbica. O componente crucial na degradação aeróbica de hidrocarbonetos é a atividade das  enzimas oxigenases, responsáveis pela introdução de átomos de oxigénio nos hidrocarbonetos e pela completa oxidação destes a dióxido de carbono, com os eletrões resultantes desta degradação a entrar na cadeia transportadora de eletrões, através do NADH/NADPH,  sendo o oxigénio o aceitador de eletrões e ocorrendo formação de ATP por fosforilação oxidativa através de uma ATP sintetase.
Os hidrocarbonetos aromáticos policíclicos são os mais complexos, pois possuem vários anéis benzénicos, comparativamente com os hidrocarbonetos alifáticos, sendo assim mais difíceis de degradar. Quanto mais anéis benzénicos um hidrocarboneto tiver, mais hidrofóbico, estável, e menos (biologicamente) disponível se encontra. Existem muitos microrganismos capazes de degradar hidrocarbonetos simples, mas muito poucos conseguem degradar totalmente hidrocarbonetos complexos, como os aromáticos policíclicos. Isto acontece porque para a sua degradação é necessária a presença de várias oxigenases com diferentes especificidades e que raramente são produzidas pelo mesmo microrganismo. Assim, tem sido sugerida a utilização de populações microbianas de diferentes espécies (um consórcio de microrganismos) que possuam diferentes capacidades enzimáticas e metabólicas, e permitam a degradação completa dos hidrocarbonetos mais complexos existentes no petróleo. Nestes consórcios, uns microrganismos degradam compostos complexos em produtos mais simples, que vão então poder ser utilizados e degradados por outros organismos.  Isto permite que ocorra uma degradação total e mais eficaz do hidrocarboneto, através da criação de uma rede metabólica entre diferentes organismos.
A eficiência dos processos de biorremediação dos hidrocarbonetos é influenciada por diversos fatores, como por exemplo, o pH, salinidade, temperatura, disponibilidade de nutrientes, disponibilidade de oxigénio, presença de surfactantes, entre outros. Tendo em conta a disponibilidade de nutrientes e oxigénio, os microrganismos necessitam de quantidades adequadas de nutrientes inorgânicos, principalmente azoto e fósforo, para que possam degradar os HCs com mais eficácia. Por exemplo a temperatura é um factor muito importante uma vez que a solubilidade dos hidrocarbonetos aumenta com a temperatura, resultando numa maior biodisponibilidade para degradação microbiana.